# Daki age

Daki age.

Daki age (抱上?) es una técnica defensiva de derribo de judo, contenida en el shinmeiso no waza del kodokan y considerada una técnica de cadera o koshiwaza. Este movimiento es simple e instintivo, y consiste en alzar al oponente mientras este está aferrado al usuario con las piernas (cerrando guardia o ejecutando un do-jime) y dejarse caer hacia delante para impactarlo de espaldas contra el piso. Su uso es evidentemente muy peligroso, y por ello está prohibido en numerosas competiciones de grappling y algunos reglamentos de artes marciales mixtas. También puede ser usado de forma disuasiva, ya que oponentes inteligentes optarán por liberar la presa al ser levantados para evitar la ejecución de esta técnica.